# Petone

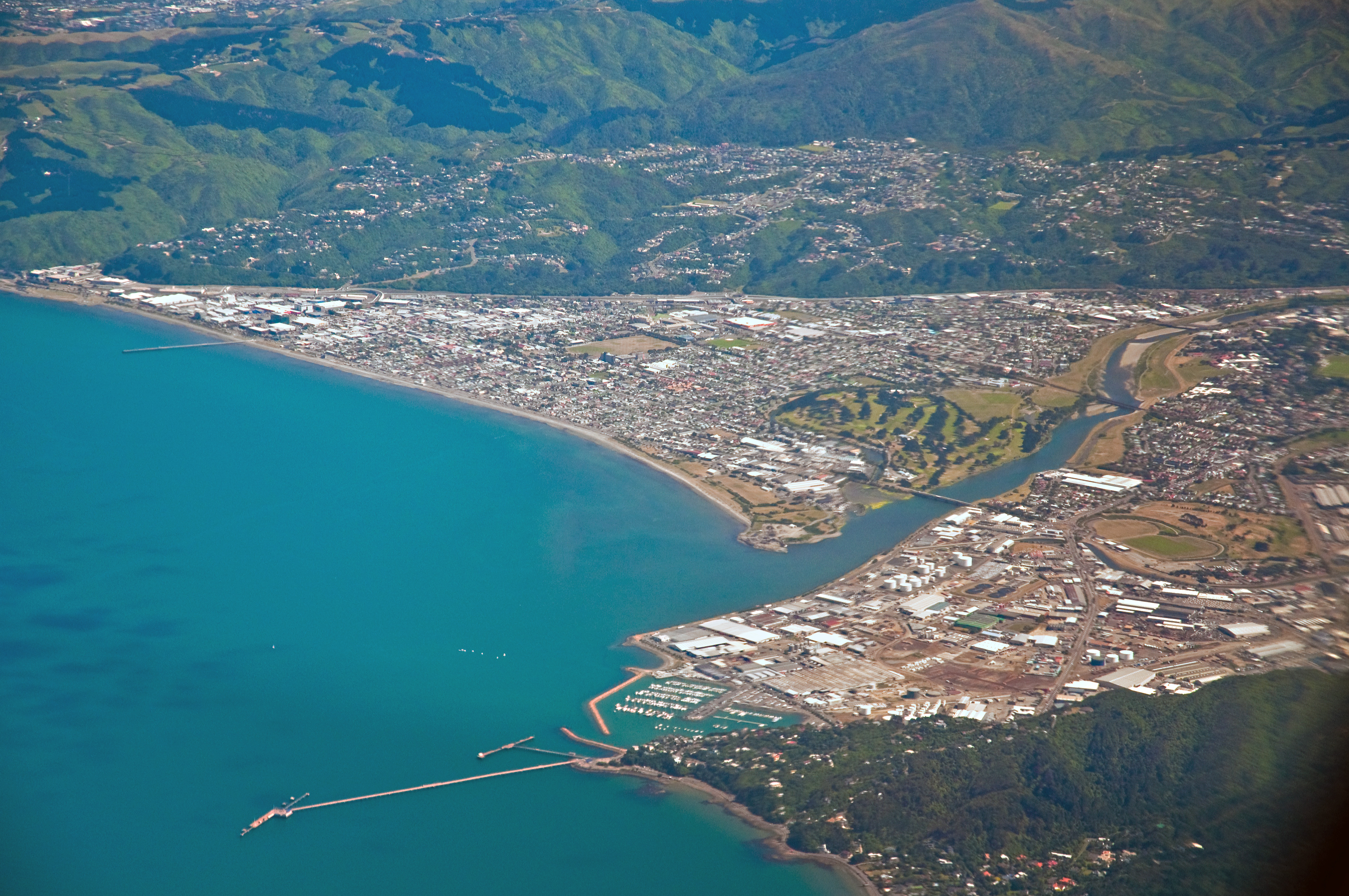
Blick aus dem Flugzeug auf das Dreieck von Petone

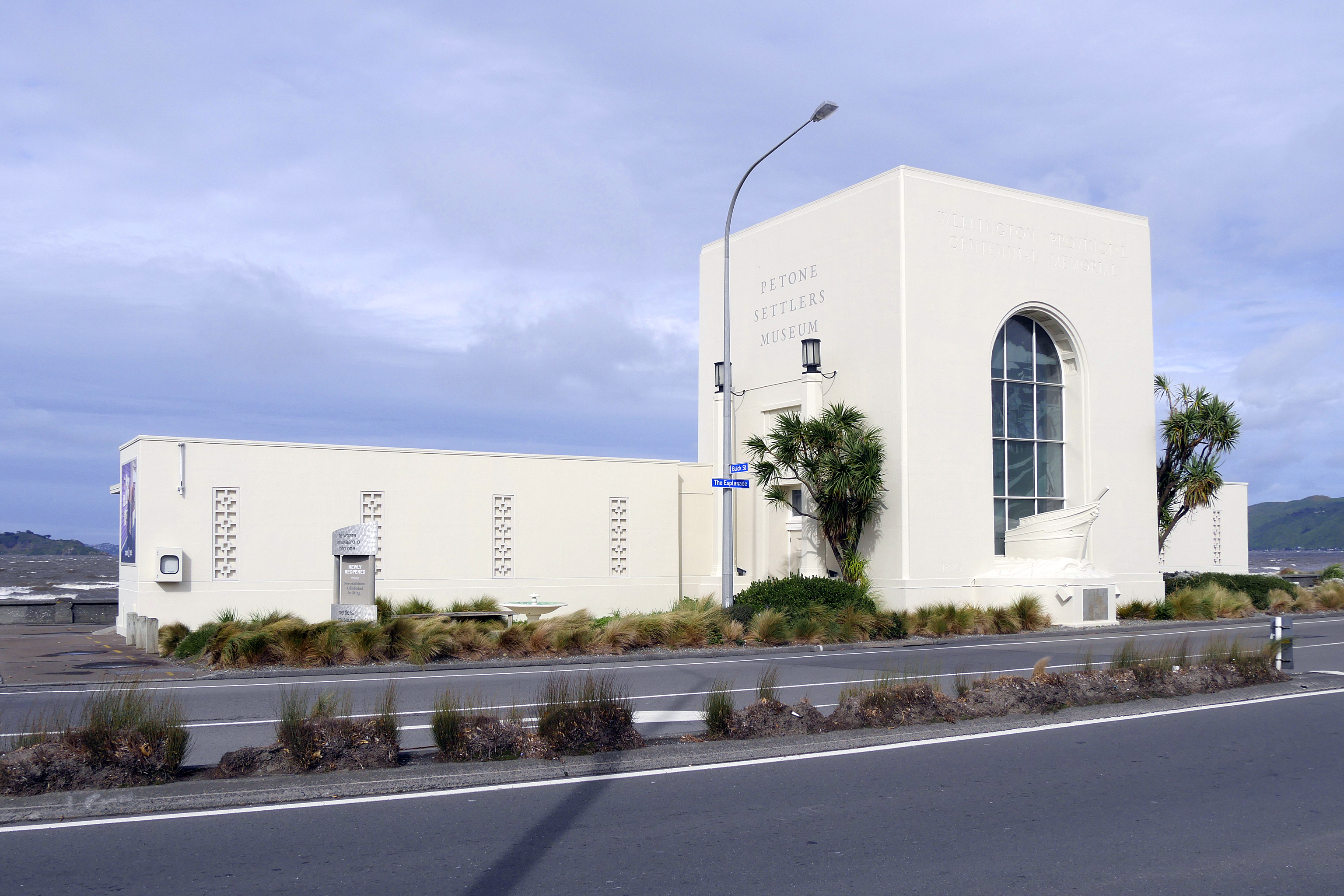
Petone Settlers Museum

Koordinaten: 41° 13′ S, 174° 53′ O
Petone ist ein Stadtteil von Lower Hutt, einer Stadt in der Region Wellington auf der Nordinsel von Neuseeland. 

## Namensherkunft
Der Name des Stadtteils entstand aus der Verkürzung des maorischen Namens „Pito-one“, was so viel bedeutet wie „Das Ende des Strandes“.

## Geographie
Petone befindet sich im südwestlichen Teil von Lower Hutt auf dem ehemaligen Schwemmland des Te Awa Kairangi / Hutt River, zwischen der Western Hutt Road, die hier als New Zealand State Highway 2 ausgeführt ist und dem Te Awa Kairangi / Hutt River, der im Südosten des Stadtteils in den Wellington Harbour mündet.
Nordwestlich von Petone grenzen die Stadtteile Korokoro und Maungaraki an, im Norden der Stadtteil Alicetown und im Osten die Stadtteile Woburn, Moera und Seaview. Die südliche Grenze von Petone bildet der Wellington Harbour mit The Esplanade, einer 3,5 km langen Strandpromenade.

## Geschichte
Lange bevor Europäer an den Ufern des Wellington Harbour siedelten, lebten verschiedene Māori-Stämme rund um den Naturhafen, zuletzt Mitglieder des Stammes der Ngāi Tahu. Der Uferstreifen des Schwemmlandes des Te Awa Kairangi / Hutt River war seit Siedlungsbeginn durch die Māori als „Pito-one“ bekannt. 1826 kamen die ersten europäischen Siedler mit Kapitän Herd in den Naturhafen, den sie Port Nicholson nannten. Im Januar 1840 folgte die Ansiedlung von britischen Siedlern über die New Zealand Company, die mit der Aurora und später mit der Cuba eintrafen. Sie landeten an den Ufern von „Pito-one“ und errichteten dort ihre Siedlung unter dem Namen „Britannia“. Als das Siedlungsgebiet überflutet wurde und sich die Gegend als zu sumpfig erwies, gaben die meisten von ihnen das Siedlungsvorhaben dort auf und zogen an der Küste entlang weiter südlich und siedelten dort, wo sich heute die Stadt Wellington befindet. Die wenigen, die blieben, nutzten vereinfacht den Namen Petone für ihre Siedlung.
Lange blieb Petone eigenständig und war bis in die 1980er Jahre vorwiegend durch sein Arbeitermilieu geprägt. Es war Standort mehrerer großer Industriebetriebe, doch die meisten davon, einschließlich eines Automobilmontagewerkes und ein Fleischverarbeitungsunternehmen schlossen in den 1980er Jahren, was zunächst einen schrittweisen wirtschaftlichen Verfall zur Folge hatte. Mit der Verwaltungsreform des Jahres 1989 verlor Petone den Status als unabhängige Gemeinde und wurde mit der angrenzenden Stadt Lower Hutt und den Siedlungen Wainuiomata und Eastbourne zusammengelegt und zu Lower Hutt City, heute Hutt City genannt, geformt.
Die Siedlungsgeschichte von Petone wird in einem eigens dafür geschaffenen Museum, dem Petone Settlers Museum, an der Esplanade gewürdigt.

## Stadtentwicklung
Petone besitzt über den New Zealand State Highway 2 und die Bahnstrecke Wellington–Woodville eine günstige Verkehrsanbindung von und zu Wellington und hat sich zu einem Stadtteil mit einer Mischung aus Arbeitermilieu und hochpreisigen Apartmentgebäuden für Besserverdienende entwickelt. Die Geschäftswelt besteht aus einer Mischung von produzierendem Gewerbe, Lager- und Warenhäusern und Büros. In der historischen Jackson Street sowie in der angrenzenden Fußgängerzone reihen sich die Geschäfte, Restaurants und Cafés aneinander.

## Veranstaltungen
Seit 1991 findet Anfang des Jahres der Petone Rotary Fair auf der zu diesem Zweck gesperrten Jackson Street statt. Dieser Jahrmarkt zieht Besucher aus dem gesamten Raum Wellington an.

## Sport
Der in Neuseeland bekannte Petone Rugby Club besteht seit 1885.